# Сурядність
Суря́дність (парата́кса або парата́ксис від грец. παράταξις, латиніз. parátaxis — «розміщення поруч»), сполучення з двох і більше функційно рівнозначних, синтаксично незалежних одне від одного слів, словосполучень чи речень без формального підпорядкування одне одному (батько і син; грати, співати й танцювати; сонце гріє, вітер віє; прийдеш, не прийдеш, мені однаково). У складносурядному реченні формальна сурядність рівноправних частин обмежується лише їхньою об'єднувальною інтонацією, їхньою порядковістю і співвідношенням дієслівних і займенникових форм (Той будує, той руйнує, той неситим оком на край світа позирає).
 Сурядність вивчали Н. Бовтрук, А. Грищенко, Г. Довженко, Л. Кадомцева, П. Кучеренко, Л. Коць, І. Петличний, Е. Сасинович, Ф. Смагленко, Ф. Яловий та ін.